# Kymlinge
Kymlinge – nieukończona stacja sztokholmskiego metra, położona w gminie Sundbyberg, na północ od potoku Igelbäcken. Na niebieskiej linii (T11), między stacjami Hallonbergen a Kista. Stacja znajduje się na powierzchni oraz w tunelu, posiada jeden peron.
Stacja miała obsługiwać przyszłą biurowo-przemysłową dzielnicę Kymlinge, jednak gmina Sundbyberg jako najmniejsza gmina na terenie całego kraju odrzuciła plany budowy pozostawiając okolice jako tereny zielone. Obecnie tereny wokół stacji to głównie lasy oraz Rezerwat Przyrody Igelbäcken.
Potocznie Kymlinge nazywana jest nawiedzoną stacją, gdzie w miejskich legendach straszy Silverpilen, srebrny pociąg C5.